# 舊東河橋
22°58′33″N 121°18′17″E / 22.975877°N 121.304770°E
舊東河橋為一座位於臺灣臺東縣成功鎮與東河鄉交界、橫跨在馬武窟溪上的一座橋梁，由臺東縣政府東河鄉公所以及東部海岸國家風景區管理處共同管理與維護，屬於臺東縣政府所列管的歷史建築之一，並被文建會評選為「臺灣歷史建築百景」之一，也曾是名列於「臺東八景」之中。

## 建設資訊

### 日治時期
東河橋原名吉田橋，初代橋始建於1920年（大正9年）11月，是「臺東—馬太鞍道」上的一座重要橋梁，該道路自1917年開始由臺灣總督府進行拓寬與建橋，為一座高18.8公尺，長127.3公尺的木造鐵線橋。
其後臺灣總督府自1921年起至1926年止，將「臺東—馬太鞍道」之臺東～新港段道路拓寬成5.45公尺寬的汽車道，於臺東廳境內架設橋樑48處。恰好1925年7月吉田橋遭到暴風雨吹壞，交通中斷，人員貨物一度經由馬武窟溪溪底通行，有關單位自1926年1月起進行復舊，工程費4萬8千圓，由臺灣總督府指派臺東廳土木課技師吉田一之進行規畫並建造，在該橋建成之前，吉田一之因病逝世，為紀念他的貢獻，特將此橋命名為「吉田橋」。
吉田橋1926年7月改建完成，全長450尺（另一說440尺，約133公尺），共3座橋塔2主跨，為一座可通行汽車的鐵索吊橋，同年8月29日上午10時舉行竣工典禮

#### 東河遺址
日本當局在吉田橋畔從事道路工程時，發現原住民石棺、石斧、刀器、人骨、首飾用玉等遺物，臺東廳於1926年9月將遺物搬送至台北博物館 。

### 中華民國時期
臺灣戰後時期「吉田橋」因吊橋鋼索腐蝕，自1952年起禁止載重車輛通行，而臺灣省公路局的長途客運班車，乘客也必須下車過橋，人員與貨物運輸均感不便，迭有改建聲浪，該橋遂於1953年重建，將吊橋改建為混凝土T型梁橋與拱橋，合計南側80.5公尺T型梁橋孔5孔、北側46.83公尺上承式開腹式拱橋1孔、並保留原日治時代架設在溪中石灰岩上的中央橋塔1座4.97公尺，橋梁全長126.88公尺，橋寬4.6公尺，工程費新臺幣104萬圓，並因地名而改稱為「東河橋」，為今日所見的舊東河橋。

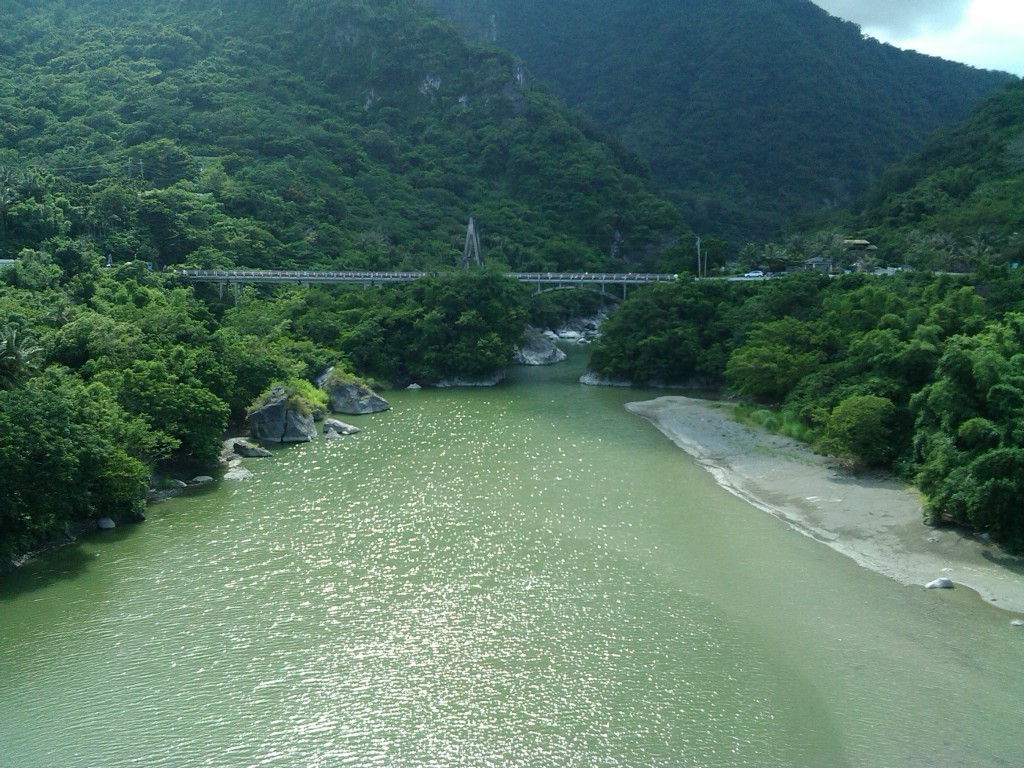
從台11線新東河橋眺望1953年改建的舊東河橋，北側（照片東側）為上承式拱橋，南側（照片西側）為一般Ｔ形梁橋。

1992年（民國81年），臺11線東部濱海公路進行拓寬工程，由於當時的東河橋寬度僅能單線通行，因此當地民眾建議下，由臺灣省公路局於下游處重新建了一座鋼架鐵橋，為現今的新東河橋，並將舊橋規劃為東河橋風景區內的行人景觀橋，供遊客在橋上休憩賞景，禁止任何汽機車輛進入。

## 資料來源
1. ↑  .   [2014-10-10]. （原始内容存档于2014-10-18） （中文（臺灣））.
2. ↑  . 臺東縣文化磐石.   [2015-07-22]. （原始内容存档于2016-03-04） （中文（臺灣））.
3. 1 2 3  . 臺北市. 1926年7月27日夕刊2版 （日语）.
4. ↑  . 中央研究院.[]
5. ↑  ，《臺灣日日新報》第9051號，1925年7月21日夕刊2版。（日語）
6. ↑  ，《臺灣日日新報》第9075號，1925年8月14日夕刊2版。（日語）
7. ↑  〈修復臺東二大橋〉，《臺灣日日新報》第9076號，1925年8月15日漢文夕刊4版。（繁體中文）
8. ↑  ，《臺灣日日新報》第9450號，1926年8月24日5版。（日語）
9. ↑  ，《臺灣日日新報》第9462號，1926年9月5日5版。（日語）
10. ↑  照片，《臺灣日日新報》第10244號，1928年10月27日5版。（日語）
11. ↑  橋本白水. . 東臺灣研究會. 1931年，國立公共資訊圖書館 數位典藏服務網  [2022-11-30]. （原始内容存档于2022-11-30） （日语）.
12. ↑  . （原始内容存档于2014-10-17） （中文（臺灣））.
13. ↑  〈臺東廳馬武窟 再發見遺物 搬送於博物館〉，《臺灣日日新報》第9464號，1926年9月7日漢文4版。（繁體中文）
14. ↑  〈台東新港間吉田橋 鋼索腐蝕過劇 禁載重車過橋〉，《聯合報》，1952年2月3日5版。（繁體中文）
15. ↑  〈台東吉田橋 遲遲未修建 漁民盼早動工〉，《聯合報》，1952年10月4日4版。（繁體中文）
16. ↑  臺灣省文獻委員會，《重修臺灣省通志》卷四經濟志交通篇（第一冊），南投縣 ，1993年1月15日，頁88～89。（繁體中文）
17. ↑  . （原始内容存档于2014-11-09） （中文（臺灣））.
18. ↑  .   [2014-10-10]. （原始内容存档于2014-10-15） （中文（臺灣））.